# 258 aC
El 258 aC va ser un any del calendari romà prejulià. Durant la República i l'Imperi Romà, era conegut com a any del consolat de Calatí i Patèrcul (o també any 496 ab urbe condita). L'ús del nom «258 aC» per referir-se a aquest any es remunta a l'alta edat mitjana, quan el sistema Anno Domini va ser el mètode de numeració dels anys més comú a Europa.

## Esdeveniments

### Egipte
- Ptolemeu II perd el control de la Cirenaica.[2]

### Antiga Grècia
- Les armades del rei macedoni Antígon II i del selèucida Antíoc II derroten a Cos l'enemic comú, l'egipci Ptolemeu II. Aquesta victòria atorga a Antíoc el control sobre el mar Egeu.[3]
- Els selèucides recuperen Efes, Magnèsia i Milet.[4]

### Roma
- Aquest any són elegits cònsols Aulus Atili Calatí i Gai Sulpici Patèrcul.[5]
- En el curs de la Primera Guerra Púnica, Patèrcul obté Sicília com a província, però és el seu col·lega qui agafa la direcció de la guerra. Calatí conquereix Hipana i tot seguit la fortalesa de Mitístraton. Ataca Camarina, però durant el setge cau en una emboscada i se salva per l'esforç del tribú Calpurni Flamma que apareix sota diversos noms segons els historiadors. Després conquereix Camarina, Enna, Drepanum i altres ciutats i a final del seu període fa un atac a Lipari, operacions que després continua el seu successor. A la tornada a Roma Sulpici Patèrcul i Atili Calatí són premiats amb el triomf segons indiquen els Fasti.[6]
- Les naus romanes i cartagineses s'enfronten en la batalla de Sulcos. Patèrcul dirigeix la flota romana. La flota cartaginesa és enfonsada en gran part i la resta de naus són abandonades prop de la costa. La pèrdua de la batalla propicia la destitució del general cartaginès Hanníbal Giscó per incompetent. Segons algunes fonts, els seus propis homes el van crucificar.[7]
- Els romans, per la costa nord, marxen sobre Panormus (Palerm), però no poden prendre la ciutat.
- Gai Duïli, el comandant romà que havia guanyat la important batalla de Miles contra els cartaginesos el 260 aC, és nomenat censor juntament amb Luci Corneli Escipió (també victoriós sobre Cartago). L'elecció d'un homo novus (això és, el primer membre d'una família en accedir al Senat o al consolat) per a censor era un honor absolutament infreqüent.[8][9]

### Vietnam
- D'acord amb la llegenda, el govern de Văn Lang (la primera nació dels vietnamites) per la dinastia Hồng Bàng s'acaba per la invasió de la tribu xinesa dels Âu Việt.[10]

## Necrològiques
- Magas, rei de Cirene (algunes fonts diuen que va morir al 250 aC)[11]
- Hanníbal Giscó, general cartaginès. Va perdre la confiança dels seus homes i dels seus superiors, va ser arrestat i executat per incompetència juntament amb altres generals púnics. Segons algunes fonts, va ser crucificat pels seus propis homes.[12]
- Timarc, tirà de Milet, deposat per Antíoc II Theós i segurament assassinat.[4]